# Marco Verde
Marco Verde (født 2002) er en mexicansk bokser.
Han repræsenterede Mexico ved sommer-OL 2024 i Paris, hvor han vandt sølv i weltervægtsdivisionen.